# Lou Ann Barton
Lou Ann Barton (Fort Worth, 17 februari 1954) is een Amerikaanse blueszangeres, songwriter en producent, gevestigd in Austin (Texas) sinds de jaren 1970. Volgens AllMusic heeft Barton een zelfverzekerde aanwezigheid op het podium die ook gratie en elan belichaamt.

## Biografie
In 1975 sloot ze zich aan bij W.C. Clark om met hem zijn W.C. Clark Blues Revue te vormen.
Eind september 1977 voegde Barton zich bij de nieuwe bluesband Triple Threat Revue uit Austin, met Stevie Ray Vaughan en W.C. Clark. Het werd omgedoopt tot Double Trouble toen Clark in mei 1978 vertrok en Barton doorging met Double Trouble tot november 1979. Begin jaren 1980 trad ze een poos op met de jumpbluesband Roomful of Blues. Het was daar dat ze werd opgemerkt door de beroemde producent Jerry Wexler.
Ze nam in 1982 het album Old Enough op voor Asylum Records, een goed ontvangen opname die mede werd geproduceerd door Jerry Wexler en Glenn Frey. Ondanks positieve recensies verkocht Old Enough niet goed en haar periode bij Asylum Records was kort. Bartons Forbidden Tones, een popgeoriënteerde ep die gepland stond als haar vervolg bij Asylum, werd in 1986 uitgebracht door Spindletop Records. Het lukte ook niet om een breed publiek te vinden.
Haar volgende publicatie was het album Read My Lips uit 1989 voor het in Austin gevestigde Antone's Records, een terugkeer naar haar blueswortels met versies van nummers die beroemd werden gemaakt door onder meer Slim Harpo, Hank Ballard en Wanda Jackson. Barton werkte later samen met de zangeressen Marcia Ball en Angela Strehli aan de publicatie Dreams Come True (1990).
In 1990 verscheen Barton in Austin City Limits met de W.C. Clark Blues Revue. De show werd opgenomen om de 50e verjaardag van Clark te vieren. Andere artiesten waren onder meer Stevie Ray Vaughan, Jimmie Vaughan en Kim Wilson van The Fabulous Thunderbirds.
In 2001 verscheen ze opnieuw in Austin City Limits, als gast van Double Trouble. In 2006 was ze een prominente act op het Austin City Limits Music Festival. Vanaf 2010 toerde ze met Jimmie Vaughan en de Tilt-a-Whirl Band. In 2018 bleef Barton optreden in Austin en elders, soms gesteund door Derek O'Brien, Denny Freeman, Scott Nelson, & Jay Moeller, soms met Sue Foley.

## Discografie
- 1979 Austin Festival met Stevie Ray Vaughan
- 1982 Old Enough (Asylum Records)
- 1986 Forbidden Tones (Spindletop Records)
- 1989 Read My Lips (Antone's Record Label)
- 1990 Dreams Come True (Antone's) (met Marcia Ball en Angela Strehli)
- 1998 Sugar Coated Love met Stevie Ray Vaughan en anderen (M.I.L. Multimedia)
- 2001 Thunderbroad (Blues Factory)
- 2002 Someday (Catfish)
- 2007 On The Jimmy Reed Highway met Omar Kent Dykes en Jimmie Vaughan[7]
- 2010 Jimmie Vaughan Plays Blues, Ballads, & Favorites met Jimmie Vaughan
- 2011 Jimmie Vaughan Plays More Blues, Ballads & Favorites met Jimmie Vaughan[8][9]